# Celama thyridota
Celama thyridota är en fjärilsart som beskrevs av George Francis Hampson 1914. Celama thyridota ingår i släktet Celama och familjen trågspinnare. Inga underarter finns listade i Catalogue of Life.